# Robert Wynniatt
Robert James Wynniatt, né à Guiting Power le 28 février 1830 et mort le 29 novembre 1860 à Dymock, dans le Gloucestershire, est un officier de la Royal Navy.

## Biographie
Né à Guiting Power, fils du pasteur Reginald Wynniatt, il est le onzième d'une fratrie de 13 enfants (5 frères, 7 sœurs).
Entré dans la Navy en 1842, il sert au Canada et est en garnison à Kingston (Ontario) lorsqu'il rencontre Robert McClure.
Lieutenant (26 octobre 1850), il fait partie en 1851-1853 de l'expédition McClure en Arctique sur l' Investigator,. Le 24 mai 1851, envoyé par Robert McClure, il parvient à atteindre la côte nord de l'île Victoria.
Il commande en septembre 1857 le Plover dans les mers de l'est de l'Inde et de Chine. Nommé commandant le 18 juillet 1859, il dirige le Nimrod dans l'attaque des forts de Peiho lors de la Deuxième guerre anglo-chinoise.
Il meurt brutalement lors d'une visite à sa famille le 29 novembre 1860.